# Los superagentes y la gran aventura del oro
Los superagentes y la gran aventura del oro es una película de Argentina filmada en Eastmancolor dirigida por Carlos Galettini sobre el guion de Salvador Valverde Calvo que se estrenó el 4 de diciembre de 1980 y que tuvo como actores principales a  Ricardo Bauleo, Víctor Bó, Julio De Grazia y Susana Traverso.

## Sinopsis
La hija de un arqueólogo cree haber hallado un tesoro de los incas y es protegida por los superagentes.

## Reparto
- Ricardo Bauleo …Tiburón
- Víctor Bó …Delfín
- Julio De Grazia …Mojarrita
- Susana Traverso ... Estrella
- Wagner Mautone ... Morris
- Santiago Gómez Cou ... Jefe de Acuario
- Enrique Kossi ... Tony Winchester
- Liliana Poggio ... Minie
- Armando Capó ... Garfio
- Enrique Otranto ... Bobby
- Atilio Pozzobón ... Relator de la carrera de caballos
- Roberto Carnaghi ... Yusuf Al-Asín
- Mario Luciani ... Hno. Ramiro
- Guillermo Marín
- Lisardo García Tuñón ... Portero
- Los Bárbaros
- Martín Karadagián

## Comentarios
La Prensa escribió:

«No todo lo que reluce es oro.»

Clarín dijo:

«Carlos Galettini impone al relato un ritmo bastante ágil y se somete dócilmente a las reglas del juego.»

Manrupe y Portela escriben:

«Rutinario opus9 de los superagentes en un filme con fallas gruesas de continuidad.»